# Jezioro Mokre (województwo warmińsko-mazurskie)
Jezioro Mokre (niem. Muckersee) – jezioro rynnowe na Pojezierzu Mrągowskim w województwie warmińsko-mazurskim, w powiecie mrągowskim, w gminie Piecki. Nazwę Jezioro Mokre ustalono urzędowo w 1950 r.

## Morfometria
Długość jeziora to ok. 7,7 km, szerokość do 1,6 km, powierzchnia 846 ha, maksymalna głębokość 51 m. Na jeziorze znajduje się 5 wysp. Leży na terenie Mazurskiego Parku Krajobrazowego w pobliżu miejscowości Cierzpięty, Zgon, ok. 14 km na zachód od Rucianego-Nidy i ok. 20 km na południe od Mrągowa.

## Charakterystyka
Jezioro łączy się na południowo-zachodnim krańcu z jeziorem Uplik (rezerwat ptasi) i jeziorem Zdróżno, od strony zachodniej z jeziorem Nawiady, w części wschodnio-północnej z jeziorem Kołowin, a na wschodnim krańcu z Jeziorem Krutyńskim oraz rzeką Krutynią.
Linia brzegowa jest silnie rozwinięta, a ławica o piaszczystym dnie, częściowo porośniętym pasami roślinności wynurzonej.

## Przyroda
Zbiornik jest jeziorem starzejącym się pod względem zaawansowania rozwojowego w procesie sukcesji i słabo synantropijnym w procesie synantropizacji.
Wokół jeziora skupione są trzy rezerwaty przyrody:
- rezerwat przyrody Królewska Sosna
- rezerwat torfowiskowo-leśny Zakręt
- rezerwat krajobrazowo-leśny Krutynia

Gatunki ryb występujące w akwenie, to: sielawa, leszcz, okoń, szczupak, płoć, karp, wzdręga.
W okolicy można spotkać bielika, puchacza, kanię rudą, czaple siwe oraz rzadkiego skorupiaka Pallasea quadrispinosa.
69% obrzeży zbiornika pokrywają lasy, tworzące przede wszystkim fitocenozy: Tilio-Carpinetum, Aceri-Piceetum (na stromych zboczach po stronie wschodniej) oraz Peucedano-Pinetum (na wschodzie). Tereny zabgnione to około 2% linii brzegowej. Występują w ich obrębie płaty Salicetum-pentandro-cinerea, Sphagno-squarosi-Alnetum, Ribo nigri-Alnetum i Circeo-Alnetum. 4% brzegów zajmuje droga i zabudowa wsi Zgon.
W latach 1996–1997 przeprowadzono inwentaryzację fitosocjologiczną akwenu. Wyróżniono wówczas 31 fitocenoz. Strefę roślinności zanurzonej tworzył głównie fitocenozy Ceratophylletum demersi, płaty z Fontinalis antipyretica i Nitellopsidetum obtusae. Rozwijały się one na głębokości 2-4 metry, na podłożu mineralno-organicznym. Zaobserwowano także występowanie płatów Charetum tomentosae i Charetum contrariae, jak również płaty rdestnic nie odgrywających większej roli w tworzeniu litoralu, ale rzadko podawane z terytorium Polski: Potamogetonetum nitentis z dominującą rdestnicą błyszczącą, rdestnicą nitkowatą, rdestnicą szczeciolistną oraz rdestnicą drobną. Strefę roślinności o pływających liściach tworzyły przede wszystkim fitocenozy Nupharo-Nympheetum albae, wyłącznie w wariancie z grążelem żółtym. 70% fitolitoralu stanowił szuwar właściwy (w głównej mierze fitocenozy Phragmitetum oraz Scirpetum lacustris). Rzadziej obszar zajmowały płaty Typhetum angustifoliae. Najsłabiej rozwinęły się zbiorowiska turzycowe.
Jezioro jest intensywnie użytkowane turystycznie i rekreacyjnie. Postępująca eutrofizacja akwenu wyraża się odtlenieniem hypolimnionu oraz podwyższonym stężeniem związków fosforu przy dnie.

## Turystyka
Jezioro jest częścią szlaku kajakowego rzeki Krutyni.